# Iodimetria
A iodimetria é o método direto de titulações com iodo. Quando um analito com comportamento redutor é titulado diretamente com iodo (para produzir I-), o método é conhecido como iodimetria. Na iodometria um analito oxidante é adicionado a um excesso de I- para produzir iodo, que é então titulado com uma solução padrão de tiossulfato.
O iodo elementar é pouco soluvel em água (1,3x10^-3M a 20ºC) mas sua solubilidade aumenta pela complexação com íon iodeto.
I2(aq) + I- <=>I-3            K= 7x10^2